# Little Tokyo
Little Tokyo (conosciuto anche come Little Tokyo Historic District) è un distretto etnico nippo-americano della Downtown di Los Angeles, ed è una delle sole tre Japantown ufficiali negli Stati Uniti.
Fondata verso l'inizio del XX secolo, l'area è il centro culturale Nippo-Americano della California del Sud. È stato inoltre dichiarato National Historic Landmark nel 1995.